# بیماری لژیونر
بیماری لژیونر (به انگلیسی: Legionnaires' disease یا Legionellosis) نوعی از بیماری سینه‌پهلو (پنومونی) است که توسط باکتری‌های گرم منفی هوازی از سردهٔ لژیونلا و به‌خصوص گونهٔ لژیونلا پنوموفیلا ایجاد می‌شود. علائم بالینی در ابتلا با گونه‌های دیگر خفیف بوده و شبیه به آنفلوانزا است ولی در گونهٔ پنوموفیلا سینه‌پهلوی حاد بروز می‌نماید.

## همه‌گیرشناسی
این بیماری نام خود را از شیوع و همه‌گیری آن در ژوئیهٔ ۱۹۷۶ در فیلادلفیا گرفته‌است. در آن سال در همایشی که توسط سربازان قدیمی گروه لژیون آمریکایی در هتلی برگزار شده بود ۱۸۲ نفر به سینه‌پهلوی حاد مبتلا شدند که ۸۲ نفر آن‌ها فوت نمودند. در ژانویهٔ ۱۹۷۷ عامل ایجادکنندهٔ این همه‌گیری مشخص شد و باکتری آن را لژیونلا و گونه را لژیونلا پنوموفیلا نام نهادند.
بیشتر مبتلایان را اشخاص مسن و میانسال تشکیل می‌دهد. این بیماری معمولاً به صورت انفرادی مبتلا می‌نماید ولی همه‌گیری‌های آن در اکثر مواقع در فصل تابستان و اوایل پاییز دیده می‌شود. طبق آمار مختلف سالیانه بین ۸ تا ۱۸ هزار نفر در آمریکا به این بیماری مبتلا می‌شوند. در یک بررسی ده ساله، بیش از ۳۲۰۰۰ ابتلای انفرادی و ۶۰۰ همه‌گیری گزارش شده‌است. این باکتری یکی از علل بروز عفونت‌های بیمارستانی است.

## انتقال بیماری
زیستگاه باکتری در محیط‌های آبی است و معمولاً به‌صورت همزیست با آمیب زندگی می‌کند. در محیط مرطوب ۲۵ تا ۴۵ درجهٔ سانتیگراد در خاک هم می‌تواند زنده بماند. باکتری لژیونلا در سیستم‌های آبرسانی، منابع آبی، سیستم‌های تهویهٔ مرکزی، کولرهای آبی و رطوبت‌سازها و همچنین قسمت سونا در استخرهای شنا، می‌تواند جایگزین شود و از آن راه منتشر گردد. منبع آب آلوده، به صورت قطراتی که واجد باکتری لژیونلا هستند در هوا اسپری می‌گردند که به آن‌ها ائروسل گفته می‌شود و بیماری از طریق استنشاق این قطرات و ورود آن‌ها به دستگاه تنفسی، منتقل می‌گردد. انتقال انسان به انسان وجود ندارد.

## علائم بالینی
علائم، شدیدتر و حادتر از سینه‌پهلوی معمولی است. تب، سرفه، بیحالی، درد و خستگی عضلانی از علائم عمده است. وجود خلط سینه و درد قفسهٔ صدری و تندتپشی از علائم همراه است.

## تشخیص و درمان
اقدامات پرتوشناسی ریه انجام می‌شود ولی اختصاصی نیست. در آزمایش خون علاوه بر علائم کلی عفونت و التهاب در سیستم دفاعی بدن، ممکن است با بررسی و کشت خون محیطی بتوان باکتری را کشف کرد هرچند رنگ‌آمیزی و یافتن باکتری مشکل است. از روش‌های دیگر می‌توان به کشت میکروب و یافتن باکتری در خلط و ترشحات سینهٔ بیمار اشاره کرد.
برای درمان بیماری، علاوه بر مراقبت‌های ویژه، از تجویز آنتی‌بیوتیک‌های گسترده‌اثر و به‌خصوص گروه کینولون‌ها مثل لووفلوکساسین همچنین از گروه ماکرولیدها مثل آزیترومایسین استفاده می‌شود. دیگر آنتی‌بیوتیک‌ها مانند اریترومایسین و تتراسایکلین نیز کاربرد دارند.
همچنین برای از بین بردن منبع بیماری (آب آلوده)، آب وسایل خنک‌کننده نظیر کولر و… و همچنین محل‌هایی نظیر بخش سونای استخر به موقع تعویض شده یا با گندزدای مناسب (عموماً کلر) گندزدایی گردد.